# Difusão de Bohm
Difusão de Bohm é a difusão de plasma através de um campo magnético com um coeficiente de difusão igual a
{\displaystyle D_{\text{Bohm}}={\frac {1}{16}}\,{\frac {k_{B}T}{eB}}},
onde B é a intensidade do campo magnético, T é a temperatura, e e é a carga elementar.
Foi primeiramente observada em 1949 por David Bohm, E. H. S. Burhop, e Harrie Massey enquanto estudavam arcos magnéticos para uso em separação de isótopos. Desde então tem sido observado que muitos outros plasmas seguem esta lei. Felizmente há exceções, onde a taxa de difusão é menor, caso contrário, não haveria esperança de alcançar energia de fusão prática.
Geralmente a difusão pode ser modelada como um passeio aleatório de passos de comprimento δ e tempo τ. Se a difusão é colisional, então δ é o percurso livre médio e τ é o inverso da frequência de colisões. O coeficiente de difusão D pode ser expresso de várias formas, como 
{\displaystyle D={\frac {\delta ^{2}}{\tau }}=v^{2}\tau =\delta \,v,}
onde v = δ/τ é a velocidade entre colisões.
Em um plasma magnetizado, a frequência de colisões é geralmente pequena em comparação com a girofrequência, sendo que a medida do passo é a precessão de Larmor (também chamado de giroraio) ρ e o tempo do passo é o inverso da frequência de colisões ν, conduzindo a D = ρ²ν. Se a frequência de colisões é maior que a girofrequência, então as partículas podem ser consideradas movendo-se livremente com a velocidade térmica vth entre colisões, e o coeficiente de difusão toma a forma D = vth²/ν. Evidentemente a difusão clássica (colisional) é máxima quando a frequência de colisões  é igual à girofrequência, no caso D = ρ²ωc = vth²/ωc. Substituindo ρ = vth/ωc, vth = (kBT/m)1/2, e ωc = eB/m, chega-se a D = kBT/eB, que é a escala de Bohm. Considerando a natureza aproximada desta derivação, os 1/16 perdidos não são motivo de preocupação. Portanto, pelo menos dentro do fator da ordem de unidade, a difusão de Bohm é sempre maior do que a difusão clássica.
No regime de colisionalidade baixa trivial, a difusão clássica é proporcional a 1/B², comparada com a dependência de 1/B da difusão de Bohm. Esta distinção é frequentemente usada para distinguir entre as duas.
À luz dos cálculos acima, é tentador pensar que a difusão de Bohm como difusão clássica com uma taxa de colisão anômala que maximiza a taxa de transporte, mas a imagem física é diferente. Difusão anômala é o resultado de turbulência. Regiões de potencial elétrico mais alto ou mais baixo resultam em turbilhonamentos (vórtices) porque o plasma move-se com a velocidade de deriva de E através de B igual a E/B. Esses vórtices desempenham um papel semelhante ao da giro-órbita na difusão clássica, exceto que a física da turbulência pode ser tal que o tempo de decorrelação é aproximadamente igual ao tempo tempo de retorno, resultando na escala  de Bohm. 